# Ballagascar insularis
Ballagascar insularis (Peckham & Peckham, 1885) è un ragno appartenente alla famiglia Salticidae.
È l'unica specie nota del genere Ballagascar.

## Distribuzione
Gli esemplari di questa specie sono stati rinvenuti in Madagascar.

## Tassonomia
Per la determinazione delle caratteristiche di questo genere sono stati esaminati gli esemplari di Homalattus insularis Peckham & Peckham, 1885.
Dal 2020 non sono stati esaminati altri esemplari, né sono state descritte sottospecie al 2022.